# 沈阳盍碧玺曼詹外籍人员子女学校
沈阳盍碧玺曼詹外籍人员子女学校（英語：Hübschmann Zhan Foreign Children School）是位于中华人民共和国沈阳市的一所外籍人员子女学校，为在沈阳的非中国籍企业员工子女提供国际教育，设有德国部和国际部。目前在校生主要由来自华晨宝马、德国驻沈阳总领事馆和其他在沈外企的外籍员工子女，亦是中国东北地区唯一一所具备十二年一贯制德国学制的国际学校。现任校长为刘立国与弗兰克·皮茨纳（Frank Pitzner）。
2021年11月，盍碧玺曼詹学校获得德国外交部认可，成为德国海外相遇学校之一。